# إبراتوزوماب
إبراتوزوماب هو جسم مضاد وحيد النسيلة مأنسن. استخدامته المحتملة قد تشتمل على علاج الأورام وأمراض المناعة الذاتية الالتهابية مثل داء الذئبة الحمامية. الشركة المنتجة له أعلنت في عام 2009 أن التجارب السريرية على استخدام إبراتوزوماب في داء الذئبة الحمامية قد وصل المرحلة الثانية (ب) .